# Вольфганг Пікерт
Вольфганг Пікерт (нім. Wolfgang Pickert; 3 лютого 1897, Позен — 19 липня 1984, Венгайм) — німецький воєначальник, генерал зенітних військ люфтваффе. Кавалер Лицарського хреста Залізного хреста з дубовим листям.

## Біографія
2 серпня 1914 року вступив добровольцем в 63-й польовий артилерійський полк. Учасник Першої світової війни. З грудня 1916 по серпень 1917 року —офіцер-спостерігач, з 1 вересня 1917 року — ад'ютант штабу 2-го дивізіону 93-го польового артилерійського полку. Після демобілізації армії залишений в рейхсвері, служив в артилерії. З 1 лютого 1931 року — командир батареї 1-го артилерійського полку, з 1 жовтня 1934 року — інструктор училища зенітної артилерії в Деберіці. 1 квітня 1935 року переведений в люфтваффе. З 1 жовтня 1935 року — радник інспекції зенітної артилерії і, одночасно, командир дивізіону 49-го зенітного полку. З 1 липня 1938 року — начальник штабу 13-ї авіаційної області, з 25 жовтня 1939 року — начальник оперативного відділу штабу 4-го командування ППО (Дюссельдорф). З 27 по 30 вересня 1940 року очолював штаб 1-го зенітного корпусу, а з 24 березня 1941 року — командування ВПС «Центр». З 25 червня 1942 року — командир 9-ї зенітної дивізії, з якою успішно боровся на німецько-радянському фронті, переважно в Криму. Разом з 6-ю армією його дивізія була оточена під Сталінградом. Прихильник організації прориву. У березні 1944 дивізія була повністю знищена в Криму. З 28 травня 1944 року командир 3-го зенітного корпусу, що діяв на Західному фронті. 20 березня 1945 року призначений генералом зенітної артилерії при головнокомандувачі люфтваффе. 8 травня 1945 року узятий в полон американськими військами, пізніше переданий англійській владі. 5 січня 1948 року звільнений.

## Звання
- Єфрейтор (27 січня 1915)
- Унтер-офіцер (22 березня 1915)
- Віце-вахмістр (12 травня 1916)
- Лейтенант резерву (7 жовтня 1916)
- Обер-лейтенант (21 липня 1925)
- Гауптман (1 лютого 1931)
- Майор (1 січня 1936)
- Оберст-лейтенант (1 грудня 1938)
- Оберст (1 червня 1940)
- Генерал-майор (1 жовтня 1942)
- Генерал-лейтенант (1 листопада 1943)
- Генерал зенітних військ (1 березня 1945)

## Нагороди
- Залізний хрест
  - 2-го класу (2 листопада 1916)
  - 1-го класу (13 квітня 1918)
- Нагрудний знак «За поранення» в чорному
- Балтійський хрест
- Почесний хрест ветерана війни з мечами
- Медаль «За вислугу років у Вермахті» 4-го, 3-го, 2-го і 1-го класу (25 років)
- Комбінований Знак Пілот-Спостерігач
- Застібка до Залізного хреста 2-го і 1-го класу (1940)
- Нагрудний знак зенітної артилерії люфтваффе (19 серпня 1942)
- Німецький хрест в золоті (7 грудня 1942)
- Лицарський хрест Залізного хреста з дубовим листям
  - лицарський хрест (11 січня 1943)
  - дубове листя (№ 489; 5 червня 1944)
- Двічі відзначений у Вермахтберіхт (20 квітня і 8 травня 1944)